# Косидовский, Зенон
Зено́н Косидо́вский (пол. Zenon Kosidowski; 22 июня 1898, Иновроцлав — 14 сентября 1978, Варшава) — польский писатель, эссеист. Автор научно-популярных книг по истории древних цивилизаций и культур.
Его произведения были переведены на болгарский, китайский, чешский, латышский, литовский, молдавский, румынский, русский, сербско-хорватский, словацкий, украинский, венгерский языки.

## Биография
Родился 22 июня 1898 года в семье Валентины (в девичестве Фидлер) и Антония Косидовских. Проходил службу в Германской имперской армии, но покинул её, чтобы принять участие в Великопольском восстании.
В 1919—1920 годы изучал немецкую и польскую литературу в Познанском университете и Ягеллонском университете (Краков). В начале 1920-х годов примыкал к движению польских экспрессионистов и был соредактором их журнала «Zdrój», где состоялся его писательский дебют.
Работал учителем в школе Лодзи. В 1928—1939 был редактором и директором на радио Polskie Radio в Познани. В 1934—1937 годы — председатель профессионального союза польских писателей в Познани.
С началом Второй мировой войны сумел перебраться через Португалию в Америку. В 1939—1951 годы жил в США. В 1942—1943 годы был редактором польского еженедельника «Tygodnik Polski», а с 1950 года — газеты польского посольства в Вашингтоне «Poland of Today». В 1945—1949 годы — преподавал историю польской культуры в Калифорнийском университете в Лос-Анджелесе. В 1951 году вернулся в социалистическую Польшу, где занимался литературной работой и журналистикой.

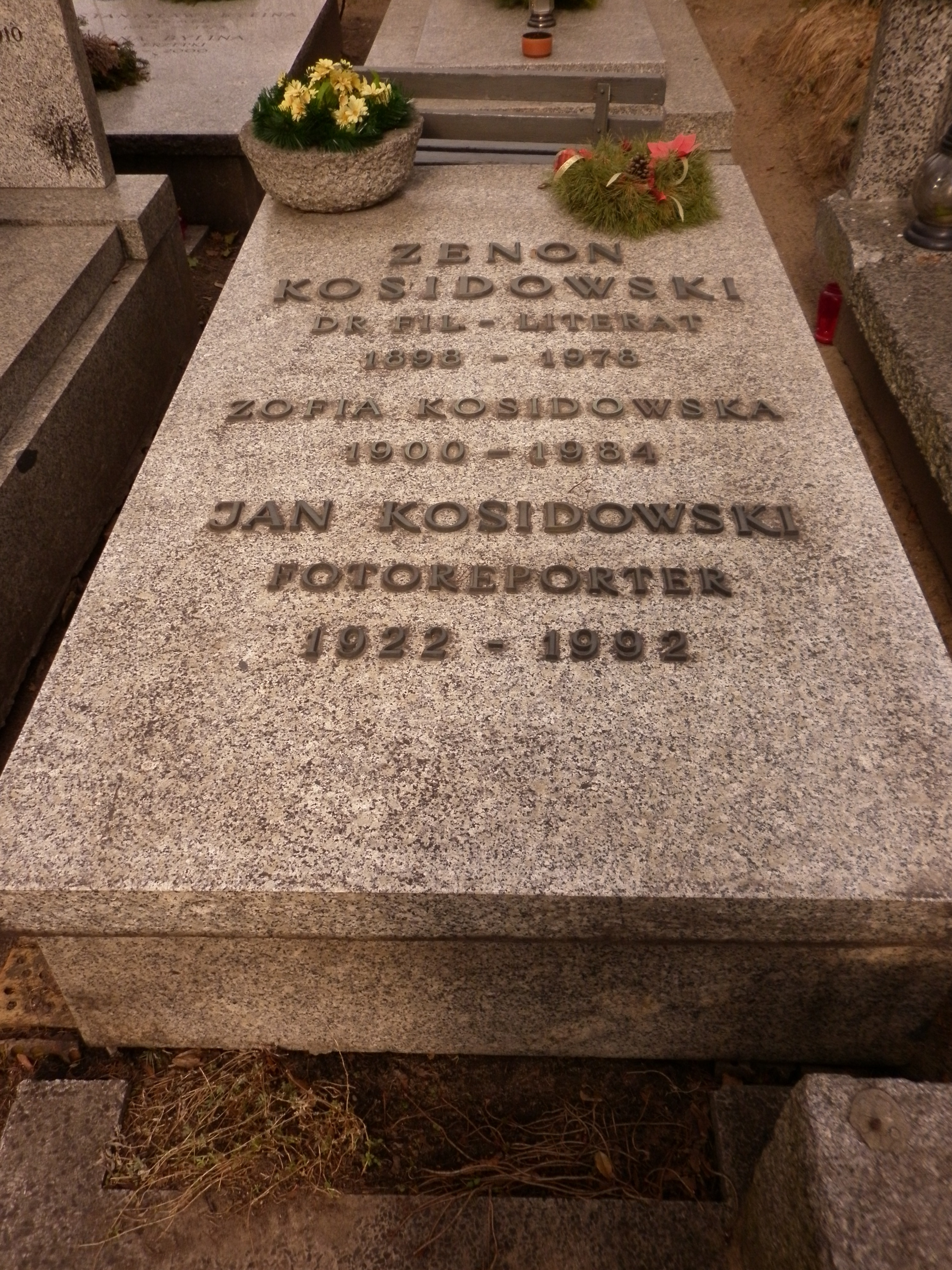
Могила Зенона Косидовского на варшавском кладбище Воинские Повонзки

## Награды
- «Серебряные академические лавры» Польской академии литературы (1938)
- Государственная премия II степени (1964)
- Премия Общества по распространению светской культуры (1965)

## Интересные факты
Особой популярностью у советских читателей пользовались две книги этого писателя на «библейские темы», выдержавшие множество изданий в СССР: «Библейские сказания» (1963) и «Сказания евангелистов» (1977), посвящённые критическому анализу Ветхого и Нового заветов. Книга «Библейские сказания», наряду с критическими очерками, содержала подробный пересказ текста Ветхого завета и в те времена, когда практически невозможно было достать религиозную литературу, заменяла многим верующим Библию. Его научно-популярные историко-археологические очерки «Когда Солнце было богом», удачно дополнявшие книги немецких журналистов того же жанра, «Боги, гробницы, учёные» Курта Вильгельма Марека и «Библейские холмы» Эриха Церена, выдержали несколько переизданий.

## Сочинения
- Szalony łowca (1922)
- Pożar (1927)
- Artystyczne słuchowisko radiowe (1928)
- Poemat o Stanisławie Wysockiej (1930)
- Fakty i złudy (1931)
- Gdy słońce było bogiem (1956)
- Królestwo złotych łez (1960)
- Opowieści biblijne (1963)
- Rumaki Lizypa (1965)
- Opowieści ewangelistów (1979)

переводы на русский язык
- Косидовский З. Библейские сказания / Пер. с польск. Э. Я. Гессен.. — 3-е изд. — М.: Политиздат, 1975. — 456 с. — 200 000 экз.
- Косидовский З. Библейские сказания / Пер. с польск. Э. Я. Гессен.. — 4-е изд. — М.: Политиздат, 1978. — 456 с. — 100 000 экз.
- Косидовский З. Сказания евангелистов / Пер. с польск. Э. Я. Гессен. / Послесл. и примеч. И. С. Свенцицкой. — 2-е изд. — М.: Политиздат, 1979. — 262 с. — 200 000 экз.
- Косидовский З. Когда солнце было богом. — М.: Детская литература, 1970. — 352 с. — 75 000 экз.
- Косидовский З. Часы веков. Тайны археологии. Легенды, мифы, находки. — М.: Остожье, 1997. — С. 496. — (Анатомия истории). — 5000 экз.